# 331341 Frankscholten
331341 Frankscholten este o planetă minoră (asteroid) din centura de asteroizi. A fost descoperită pe 19 februarie 2002 la stazione osservativa di Asiago Cima Ekar⁠(d) de  și a fost numită după Frank Scholten⁠(d). 
Obiectul prezintă o orbită caracterizată de o semiaxă mare de 2,9765979770035 UAi, o excentricitate de 0,070498346159838, o înclinație de 8,900648145828 ° în raport cu ecliptica.